# Ясенок (Смоленская область)
Ясенок — деревня в Смоленской области России, в Глинковском районе. Население — 23 жителя (2007 год). Расположена в центральной части области в 16 км к юго-западу от села Глинка, южнее автодороги Р96 Новоалександровский (А101) — Спас-Деменск — Ельня — Починок, на берегу реки Хмара. В 20 км севернее деревни железнодорожная станция Клоково на линии Смоленск — Сухиничи. Входит в состав Болтутинского сельского поселения.

## История
В годы Великой Отечественной войны деревня была оккупирована гитлеровскими войсками в июле 1941 года, освобождена в ходе Ельнинско-Дорогобужской операции в 1943 году.

## Экономика
Крестьянское хозяйство «Ясенок».

## Известные уроженцы
- Дмитрий Задуров (1910—1971) — советский педагог, заслуженный учитель школы РСФСР, участник Великой Отечественной войны.